# Hymenomima russula
Hymenomima russula är en fjärilsart som beskrevs av Paul Dognin 1916. Hymenomima russula ingår i släktet Hymenomima och familjen mätare. Inga underarter finns listade i Catalogue of Life.